# 何國良
何國良（英語：Dr. HO Kwok-leung，Denny）別稱何良、博士（他接受雜誌訪問時，曾自嘲真名是姓「賤」名「人」）、長毛博士，現任香港理工大學應用社會科學系副教授，電台節目主持人。
何自小於香港求學，在唸小學及中學時期曾經入讀多家香港島區的名學校；之後曾當信差，讀夜校，當義工，苦學，在香港大學獲社會學學士、碩士學位，之後在英國肯特大學完成哲學博士課程。
曾任香港商業電台雷霆881主持節目《香港幾咁好，為人民服務》、香港電台電視部《五稜鏡─報看天下》節目主持。何精於社會學及香港文化等，說話表達通俗，愛說笑，故自喻「流氓教授」。

## 外部連結
- 何國良簡介商業電台、香港理工大學（页面存档备份，存于）